# 琳达·克拉克
琳达·克拉克（英語：Linda Clark，1949年11月1日—），旧姓莱西（Lacey），英国女子赛艇运动员。她曾代表英国参加世界赛艇锦标赛，获得一枚金牌和一枚银牌。她也曾参加1976年和1980年夏季奥运会。